# 434-я бронетанковая бригада «Ифтах»
434-я бронетанковая бригада «Ифтах» (ивр. עוצבת יפתח‎) — резервная бронетанковая бригада в Армии обороны Израиля, входящая в дивизию «Ха-Башан» в подчинении Северного военного округа. Бригада была создана в 1970 году на базе танков Центурион, и особенно известна своим участием в боях на Голанских высотах во время Войны Судного дня, бригада также участвовала в боевых действиях во время Второй Ливанской войны и была первой резервной бронетанковой бригадой, перешедшей на танки Merkava Mark 3.

## История

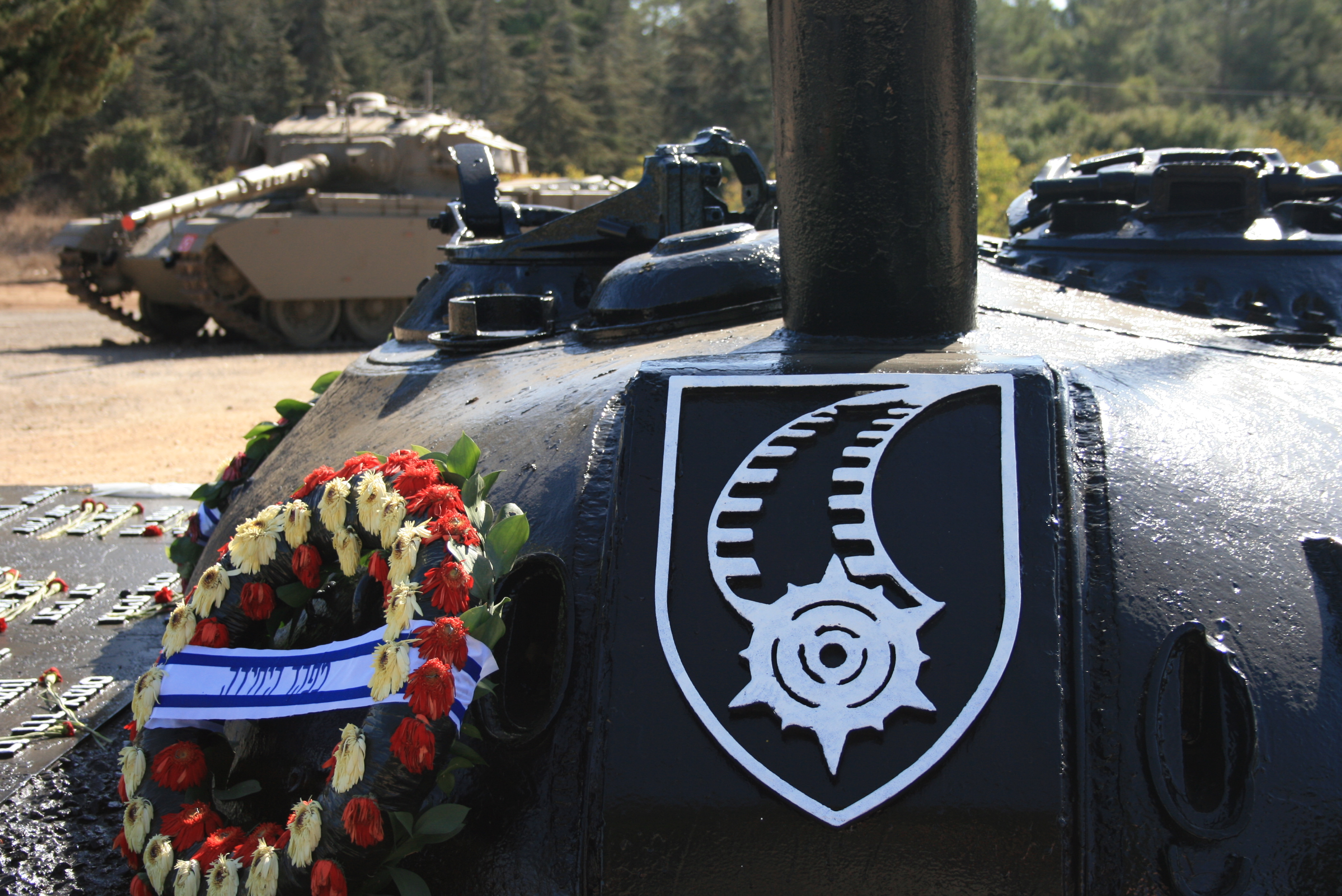
Памятник бригаде на Голанских высотах, на заднем плане расстрелянный танк того типа, который использовался бригадой в её начале.

### Создание бригады
Бригада была создана как 679-я бригада в декабре 1970 года в лагере Мансура близ Йокнеама как бронетанковая резервная бригада, с танками «Центурион» с бензиновыми двигателями. Бойцами бригады были в основном солдаты, уволенные со срочной службы в 188-й и 7-й бригадах, а также солдаты Нахаля (в основном из Иешивот-хесдер), переоборудованные в бронетанковые по окончании срочной службы. В декабре 1971 года состоялась первая подготовка бригады, которая проходила на базе Цаэлим. Бригада успела провести ещё одну тренировку до начала Войны Судного дня .
Примерно в июле 1973 года бригада перебралась в свой постоянный лагерь в Ифтахе, недалеко от города Рош-Пина. Лагерь ещё не был подключен к электросети, и боеприпасы для танков бригады временно находились в близлежащем лагере Пилон .

### Война Судного дня
С началом войны 6 октября 1973 года в составе бригады было 3 батальона:
- 57-й батальон под командованием Моше Хареля
- 93-й батальон под командованием Рана Готфрида
- 289-й батальон под командованием Рафаэля Шафера

Бригадный генерал Ури Ор был назначен на должность командира бригады всего за несколько месяцев до этого. В полночь в первую ночь войны первые танки бригады прибыли на Голанские высоты и вступили в бои по сдерживанию на юге и в центре плато, начавшиеся битвой при Нофе и продолжившиеся битвой при Хошании . Бригада участвовала в боях за вход в Сирию и в боях в сирийском анклаве.

### После войны
В послевоенные годы бригада прошла процесс восстановления и реорганизации. Номер бригады тоже был изменён на 434. В 1990-х годах бригада была переоснащена танками Меркава Mark 3 .

### Вторая ливанская война
Бригада, которой в тот момент командовал Гиль Маоз, включала 3 батальона:
- Батальон 8108 под командованием Зива Эвен-Хена
- Батальон 9232 под командованием Бени Цимермана
- Батальон 8112 под командованием Амита Хадада

Бригада была мобилизована 4 августа 2006 года в составе дивизии «Ха-Башан» под командованием Эреза Цукермана . 9 августа, в вечерние часы, батальон «Зив» вошёл в Ливан, направляясь в Марджъуюн, в сопровождении бригадного генерала Гиля Маоза, из-за проблем с координацией батальон не получил пехотную роту из соседней 724-й бригады, как было запланировано.
На въезде в Марджъуюн 2 танка роты С были поражены противотанковыми ракетами и зарядами взрывчатки. В то же время у нескольких танков роты «Б» возникли технические неисправности из-за сложных условий местности. В результате генерал Маоз принял решение вернуть в Израиль часть роты Б и заменить её ротой А. Как ни странно, командир роты Б и его заместитель тоже ушли с танками, вместо того, чтобы остаться с отрядом впереди.
Во время движения роты Б на юг танк заместителя командира роты упал в кювет, и его пришлось спасать. Задержка, вызванная спасательными работами, и навигационная ошибка привели к тому, что в утренние часы 10 августа отряд «Хезболлы» был обнаружен только в режиме непосредственного наблюдения Аль-Хаяма . По отряду был выпущен залп противотанковых ракет, в результате чего один боец был убит и ещё несколько бойцов получили ранения. Генерал-майор прибыл из города вместе с ротой С для помощи в спасении и приказал генерал-майору оставаться в городе с ротой А. Из-за непонимания они также присоединились к спасательным работам, и, таким образом, в городе остался только бригадный генерал Гиль Маоз с танком и БТР.
Во второй половине дня батальону Бени было приказано войти в Ливан, но генерал-майор Бани Циммерман отказался возглавить батальон, так как считал себя непригодным для выполнения этой задачи в качестве пятого члена экипажа танка «Маджад». Батальон прибыл во второй половине дня, чтобы спасти поврежденные танки от Эмек Эйона, но почти не функционировал. В ночь на 10 августа к бригаде должен был присоединиться батальон «Амит», до этого действовавший под командованием 724-й бригады, который был подготовлен к выполнению задания, но оно было отменено после того, как было принято решение на Генштаб о том, что переброска дополнительных танков может усугубить кризис с Сирией . Наконец бригадный генерал был спасен силами соседней 724-й бригады. После войны генерал-майор Бени Циммерман был отправлен в отставку.

### Современное положение
Сегодня состав бригады определяется поступлениями из регулярной бригады 188, а в последние годы её состав характеризуется как «имеющий подавляющее большинство студентов».
В 2015 году дивизия получила «награду начальника Генштаба выдающимся подразделениям».